# أرزازقة (سيدي موسى بن علي)
أرزازقة هي إحدى مشيخات المملكة المغربية، تتبع جغرافيا لعمالة المحمدية وإداريًا لسيدي موسى بن علي. يقدر عدد سكانها بـ 3580 نسمة حسب الإحصاء الرسمي للسكان والسكنى لسنة 2004.